# Krio
Krio är ett engelskbaserat kreolspråk som har starka inslag från afrikanska språk och som talas i Sierra Leone. Det officiella språket i Sierra Leone är engelska. Varje folkgrupp har sitt eget språk och krio används främst mellan de olika folkgrupperna. Omkring 97 procent av landets befolkning talar språket. 
Det finns litteratur på krio och en rörelse i Sierra Leone som önskar att göra krio till landets nationalspråk. Användandet av krio har även spridit sig till andra delar av Västafrika.